# Lagoa do Peri
Lagoa do Peri är en lagun i Brasilien.   Den ligger i delstaten Santa Catarina, i den södra delen av landet, 1 300 km söder om huvudstaden Brasília. Lagoa do Peri ligger 1 meter över havet. Arean är 4,9 kvadratkilometer. Den ligger på ön Ilha de Santa Catarina. Den sträcker sig 3,5 kilometer i nord-sydlig riktning, och 2,6 kilometer i öst-västlig riktning.
Följande samhällen ligger vid Lagoa do Peri:
- Armação (2 500 invånare)